# Rodrigo Martínez
Pour les articles homonymes, voir Martinez.
Pas d'image ? Cliquez ici

a Compétitions nationales et continentales officielles uniquement.

b Matchs officiels uniquement.
Dernière mise à jour le 20 décembre 2024.
Rodrigo Martínez, né le 7 juillet 1998 en Argentine, est un joueur international argentin de rugby à XV jouant au poste de pilier gauche aux Dragons.

## Biographie

### Jeunesse et formation
Rodrigo Martínez est formé au Los Tordos Rugby Club, club de Mendoza en Argentine.
Avec l'équipe d'Argentine des moins de 20 ans, il participe au Championnat du monde junior en 2017 et 2018,.

### Carrière professionnelle
Rodrigo Martínez commence sa carrière professionnelle aux Jaguares. En 2019, il participe à la Currie Cup First Division avec l'équipe réserve, les Jaguares XV, qui joue cette compétition pour la première fois. L'équipe argentine bat les Griffons 27 à 13 en finale et remporte cette compétition,. Martínez ne participe pas à cette rencontre, mais joue quatre matchs et marque un essai durant la saison.
En 2020, il joue avec les Ceibos.
Après seulement une saison, il s'en va au Paraguay et s'engage avec les Olimpia Lions. Après de très bonnes performances avec le club paraguayen, il obtient sa première sélection avec l'équipe d'Argentine contre l'Australie, lors du Rugby Championship 2021,.
Au cours de la saison 2021-2022, il est recruté par le club anglais des Wasps, afin de pallier l'absence sur blessure de Ben Harris (en),. Il fait ses débuts en Angleterre lors d'un math de Premiership contre les London Irish. En deuxième partie de saison, il prolonge son contrat d'un an supplémentaire, soit jusqu'à l'été 2023.
Cependant, à la suite de la liquidation du club des Wasps, il fait son retour en Argentine chez les Pampas XV pour la saison 2023 de Súper Rugby Américas.
À la fin de cette saison, il retourne en Europe et signe chez les London Irish. Toutefois, le club anglais fait faillite. Martínez rejoint alors la franchise galloise des Dragons,.
En octobre 2024, il est rappelé en sélection par Felipe Contepomi pour la tournée d'automne.

## Palmarès
- Jaguares XV
  - Vainqueur de la Currie Cup First Division en 2019